# Che notte quella notte!
Che notte quella notte! è un film del 1977, diretto da Ghigo De Chiara.